# Noć živih mrtvaca (1968.)
Noć živih mrtvaca (eng. Night of the Living Dead) je utjecajni crno-bijeli američki horor film 1967. kojeg je režirao George A. Romero. Radnja se vrti oko tajnovitog ustajanja nemrtvih zombija iz grobova koji opsjedaju ruralnu kuću u kojoj se skriva sedmero živih ljudi. Film je snimljen po nezavisnim uvjetima za samo 114.000 $, ali je postigao velik uspjeh zaradivši 12 milijuna $ u SAD-u te 30 milijuna $ diljem svijeta te je polučio puno nastavaka i remakea.

## Filmska ekipa
Režija: George A. Romero
Glume: Duane Jones (Ben), Judith O’Dea (Barbra), Karl Hardman (Harry Cooper), Marilyn Eastman (Helen Cooper), Judith Ridley (Judy) i dr.

## Radnja
Djevojka Barbra i njen brat Johnny jedne večeri s autom odlaze do udaljenog groblja kako bi posjetili grob njihovog oca. No tamo ih napadne jedan zombi i ubije Johnnyja. Barbra od panike skoči u auto, ali se zaleti u drvo te nastavi bijeg pješice. Naiđe na jednu kuću te sa skloni u njoj. Tamo sretne crnoputog Bena koji je pobjegao od prave vojske zombija. Na televiziji novinari izvještavaju da su živi mrtvaci napali cijelu zemlju, jedu meso živih, da je uzrok njihove reanimacije možda radijacija s pokvarenog satelita koji se vratio s Venere te da se jedino mogu ubiti hicem u glavu. Ben i još uvijek histerična Barbra blokiraju sve ulaze u kuću te stave daske na prozorima, a ubrzo otkriju da nisu sami u kući – naime, u podrumu se skrivaju i pravi vlasnici, obitelj Cooper; Harry, njegova supruga Helen, kćerka Karen (koja boluje odkada ju je ugrizao zombi) te tinejdžerski par Tom i Judy. Cooperi preko volje surađuju s Benom kako bi osigurali kuću poput utvrde. U pokušaju bijega uz pomoć kamiona pogibaju Tom i Judy. Živi mrtvaci upadnu u kuću i ubiju Barbru, Karen se pretvori također u zombija te pojede ostatke oca Harryja, a pogiba i Helen. Ben jedini ostane živ preko noći, sakrivši se u podrumu. Ujutro, policajci hodaju po državi i hicima ubijaju preostale zombije. Kada primijete Bena na prozoru kuće, krivo zaključe da je i on zombi te ga upucaju i ubiju.

## Zanimljivosti
- Neki od prvotnih planiranih naslova za film su bili i “Noć Anubisa” te „Noć žderača mesa“.
- Velik dio budžeta je prikupljen uz pomoć donacija i sponzora ljudi koji su mislili da bi mogao ostvariti profit. Među investitorima su bili i S. William Hinzman i Karl Hardman, koji su uložili po 300 $ te igrali male uloge u filmu. Još jedan investitor je bio mesar, koji je dao krv iz svoje mesnice.
- Kuća u kojoj se snimao film nije imala podrum, tako da su se te scene snimali u studiju.
- U vrijeme premijere svaki je film trebao imati znak za „copyright“. „Noć živih mrtvaca“ ga nije imao jer su autori zaboravili staviti ga, tako da je film zapao u zonu „javne upotrebe“.

## Kritike
Kritičari su većinom hvalili Noć živih mrtvaca, proglasivši ga originalnim i nadahnutim filmom strave. Jeffrey M. Anderson je imao same pohvale za film: Noć živih mrtvaca je jedan od najboljih filmova svih vremena, točka... Sam film ide tamo gdje nijedan horor film nije prije išao, a i rijetko i kasnije. Stvalja u središte spontanu selekciju ljudi koji su jedva pobjegli od zombija - živih mrtvaca - koji haraju zemljom i jedu ljudsko meso. Ljudi, koje vodi crnoputi Duane Jones, ubrzo otkriju da se jednako moraju bojati jedni drugih kao i prijetnje vani." Ken Hanke je zapisao: "Prijelomni horor film kojeg pomalo oslabljuje loša gluma." Brian McKay je ustvrdio: "Ovaj film je uspio uspješno pomiješati koncept zombija mesoždera, izolacije i globalne panike koja se manifestira na klaustrofobičnoj i intimnoj razini... Poput većine niskobudžetnih filmova, i Noć živih mrtvaca uzima šačicu talentiranih nepoznatih glumaca, minimalni broj lokacija (u ovom slučaju, samo groblje, polje i jedna kuća) te intrigantni scenarij, te uspijeva stvoriti čistu čaroliju B-filma." Almar Hafildason je dodao: "Ovaj film se izdvojio od većine tadašnjih horora zbog svoje kliničke i brutane prirode. Prisutan je snažan nedostatak sentimentalnosti koji reže kroz scene smrti i kaosa, kako se skupina očajnih ljudi bori ostati živa... Ta ominozna vanjska prijetnja od vojske zombija, bez razuma ili logike, je pravi kontrast okrutnosti s unutrašnjim konfliktom preživjelih koji se pokušavaju pronaći i uhvatiti se za humanost."

## Vanjske poveznice
- Noć živih mrtvaca u internetskoj bazi filmova IMDb-a
- Recenzije na Rottentomatoes.com
- House of horrors.com  Arhivirana inačica izvorne stranice od 1. listopada 2016. (Wayback Machine)
- Cijeli film na google video  Arhivirana inačica izvorne stranice od 17. studenoga 2009. (Wayback Machine)